# 汪笨湖
王瑞振（1953年12月6日—2017年2月16日），筆名汪笨湖，生於臺南市安定區，作家、傳媒工作者、政論名嘴。

## 早年及寫作生涯
出身地方望族，國中時看了索忍尼辛的《古拉格群島》後在週記寫下「蔣介石是獨裁者」引起校方注意，顯露叛逆性格。家族原希望他習醫，但因個人無意願，執意選讀哲學系。退伍後接掌家族事業，卻因經營失敗而於1984年至1987年間因違反票據法入獄，在獄中開始寫作，作品以「汪笨湖」筆名陸續投稿《中國時報》「人間」副刊受到好評，以《落山風》、《嬲》、《那根所有權》、《三字驚》、《長江有愛》、《口令：來談戀愛的》等多部小說成名，作品以描寫鄉土氣息及人性情慾見長。其《廈門新娘》、《天公疼好人》 、 《草地狀元》、《阿足》 、《台灣豪門爭霸記》已被改編為電視劇。《廈門新娘》、《天公疼好人》 曾經是中視八點檔連續劇，電視劇《草地狀元》、《阿足》 曾經是華視八點檔連續劇。《台灣豪門爭霸記》被改編為華視八點檔連續劇《舊情綿綿》。電影《陰間響馬／吹鼓吹》是部1988年分別由何平、李道明導演的兩段式電影，皆改編自汪笨湖《落山風》裡的二短篇小說〈陰間響馬〉、〈吹鼓吹〉。《那根所有權》 1991年上映同名電影，由陳松勇、 張智超導演改編同名小說(陳松勇、陳淑芳、李雨珊等人主演)。《嬲》被改編成電影《阿爸的情人》，1995年上映。

## 進入電視圈
汪笨湖出獄後曾一度浪跡日本及中國大陸求發展，但在均無發展機會的情況下返台，後在小野引薦下與中央電影公司簽約開始其演藝圈生涯，長期於電視、電影界擔任編劇、企劃、製作、顧問等幕後職位，曾擔任三立電視戲劇監製，也曾擔任年代MUCH台執行董事。
入主年代MUCH台後，2002年底，汪笨湖開始主持《台灣心聲》。《台灣心聲》標榜「100％本土原味政論節目，抓妖、嗆聲、說真話，檢驗所有政治人物，走透台灣基層，跟人民借膽，向總統府發聲」。汪笨湖以所謂的「草地人」模式主持節目：大量使用鄉土俚語，以故事性表達立場，構成其個人魅力。汪笨湖在節目中塑造「本土意識」，在台灣中、南部起家，在北部也得到一定觀眾支持。該節目於2005年12月3日停播，理由並未公開。但是仅仅幾天之內，同為親綠色彩的周玉蔻之《新台灣高峰會》也遭停播。
前《Taiwan News》社長楊憲宏認為，《台灣心聲》「在年代頻道消失，不等於《台灣心聲》走向末路，也可能是《台灣心聲》另一個生命旅程的開始。主持人汪笨湖是《台灣心聲》的創意原始，這個節目『用台灣話說國家大事』，是許多視台灣話為國語的人心中的驕傲。……《台灣心聲》在汪笨湖的戲劇化手法下，讓許多台灣人感受到台灣話的真善美，而且發現用台灣話論政更有力量。」
2004年夏季，汪笨湖曾經應當時的中華電視公司總經理江霞的邀請，主持華視每週一至週五晚間八點至九點播出的政論節目《台灣起動》，由年代網際事業股份有限公司製作，風格類似《台灣心聲》。2005年起，《全民大悶鍋》有一單元以《台灣起動》為模仿對象。2005年12月4日，汪笨湖宣布，他主持的《台灣心聲》與《雞婆新聞》於該日「正式全面停播」。
2006年5月，汪笨湖推出《笨湖網路開講》。
2007年11月12日，汪笨湖主持的台灣藝術電視台政論節目《笨湖開講》開播，標榜「絕不相罵，也絕不作假」，暗批三立新聞台政論節目《大話新聞》攻訐李登輝與台灣團結聯盟。2007年11月6日，汪笨湖說，民進黨既然是執政黨，本來就應該要接受全民監督；「因為你執政，你做不好，被人家批評，是會怎樣？批評民進黨，批評陳水扁，並不代表你反對台灣，反而更愛台灣。」汪笨湖又說：「我看不起陳水扁動用那麼多力量，包括用他的媒體、他的打手，聯合欺負一個台灣民主老人。你（陳水扁）當初需要民主老人（的時候），陳水扁，你（是）怎麼捧李登輝（的）？」
2011年9月起，在王文洋的資金援助下，汪笨湖擔任總部位於台南市安平區的台灣番薯電視台（台灣番薯傳播事業股份有限公司）董事長，並於該台主持多個政論性節目。但因開播一年多以來虧損連連，以及在評論中批評王文洋胞妹王雪紅等因素，2012年12月17日遭無預警解除董事長職務，王文洋表示任何媒體以傷害別人來賺錢，他是作不下去。
2017年2月16日，成大醫院代發汪笨湖家屬聲明，汪笨湖因病住進成大醫院加護病房，於當日9時35分病逝，家屬隨侍在側，享壽65歲；由於汪笨湖生前曾簽署「安寧療護意願書」，在無力回天時拒絕心肺復甦術、心臟電擊術、氣管切開術等無效的急救，以珍惜國家醫療資源，並享有尊嚴，辭別人世。

## 政治活動
汪笨湖早期的作品有著強烈的大中華主義情結，但是後來轉為臺灣獨立的支持者。
2006年中華民國直轄市市長暨市議員選舉選前2天，汪笨湖與黃光芹站台時，跟台下的民眾說：只要陳菊當選高雄市市長，他們就跳愛河。2006年12月25日，陳菊宣誓就任高雄市長；同日，汪笨湖與黃光芹身穿泳衣，跳入愛河水中，以實踐其諾言。兩人被拉上岸之後，汪笨湖說：也希望陳水扁總統實踐自己的諾言，來高雄買房子，搬來高雄定居。
2008年總統大選民進黨黨內初選前兩天，2007年5月3日，汪笨湖召開記者會力挺游錫堃、批評謝長廷。汪笨湖說：「民進黨不要再騙台灣人！民進黨是不是吃定了台灣人一定要投給你們？沒有那麼一回事！（謝長廷）『憲法一中』跟馬英九『馬統一』，有什麼差別？我在這裡呼籲2008年不用選，民進黨、國民黨兩黨合一，看要是『謝馬配』還是『馬謝配』，他們兩個乾脆搭檔。」又說：「台灣人假使沒有半個人，我汪笨湖願意代表台灣獨立出來參選總統。我會去跪求林義雄，我甚至會跪求游錫堃脫黨出來選。不是選贏選輸的問題，是選一個台灣精神的問題。」
汪笨湖被外界視為李登輝子弟兵，其立場偏於台灣團結聯盟。之後曾於2012年12月自行籌組政黨，名為「台灣番薯黨」，汪笨湖稱創黨宗旨為「第一條一邊一國；第二條救出陳水扁；第三條清理...我們不是用清算，清理國民黨不義的黨產；第四條老人年金發兩萬」，並完成內政部政黨備案登記程序，政黨編號231號，負責人為汪笨湖本人，中央黨部及通訊處均為臺南市中西區某處。惟成立之後並未提名參選台灣各項公職選舉，汪笨湖逝世之後，台灣番薯黨運作狀況不明。2020年4月29日，內政部公告該政黨未依《政黨法》補正，公告廢止其政黨政治團體身份，並發文請該組織進行財產清算。
曾於2008年扁案爆發時公開表示陳水扁應該洗門風，並指陳水扁不應怪別人，後來轉為大力支持陳水扁。

## 作品
主持
- 年代MUCH台《台灣心聲》
- 華視《台灣起動》、《8100全民起動》
- 台灣藝術電視台《笨湖開講》

廣告代言
- 三洋藥品工業公司“維士比”提神飲料“勞工起動，經濟起飛”篇

## 外部連結
- 汪笨湖開講影集 （页面存档备份，存于）
- 汪笨湖的「中國情結」小說《長江有愛》，希代書版1988年2月1日出版。
- 不動峰，〈李濤、周玉蔻、汪笨湖〉 （页面存档备份，存于）
- YouTube上的汪笨湖：阿扁應該替台灣人洗門風!
- 汪笨湖在互联网电影资料库（IMDb）上的資料（英文）